# Караганский сельсовет
Караганский сельсовет — сельское поселение в Новоорском районе Оренбургской области Российской Федерации.
Административный центр — село Караганка.

## История
9 марта 2005 года в соответствии с законом Оренбургской области № 1905/313-III-ОЗ образовано сельское поселение Караганский сельсовет, установлены границы муниципального образования.

## Население
| 2010 | 2012 | 2013 | 2014 | 2015 | 2016 | 2017 |
| ---- | ---- | ---- | ---- | ---- | ---- | ---- |
| 932  | ↘903 | ↘873 | ↘832 | ↘797 | ↘770 | ↘736 |
| 2018 | 2019 | 2020 | 2021 |      |      |      |
| ↘720 | ↘695 | ↗709 | ↘682 |      |      |      |

## Состав сельского поселения
| № | Населённый пункт | Тип населённого пункта       | Население |
| - | ---------------- | ---------------------------- | --------- |
| 1 | Караганка        | село, административный центр | 649       |
| 2 | Тасбулак         | село                         | 283       |